# Bandeira de Perm
A Bandeira de Perm é um dos símbolos oficiais do Krai de Perm, uma subdivisão da Federação Russa. O Krai (Território) de Perm foi formado em 1 de dezembro de 2005 com a fusão das regiões e Okrug Autônomo da Permiácia e do Oblast de Perm de acordo com os resultados do referendo, realizado no dia 7 de dezembro de 2003. A bandeira do antigo óblast de Perm, que havia sido anteriormente adotada em 17 de abril de 2003, foi então confirmada como oficial para a nova unidade da federação.

## Descrição
A bandeira do Território consiste numa cruz de São Jorge branca dividindo a bandeira em quatro partes iguais: vermelho no canto superior esquerdo e canto inferior direito e azul no canto superior direito e inferior esquerdo. A cruz branca tem uma largura de 1/4 largura e 1/6 comprimento da bandeira. 
No centro da cruz branca está um emblema de Permo. Imagem é altura emblema 2 / 5, a largura do pano de bandeira. A relação da largura da bandeira de seu tamanho 2:3. 

Bandeira do Okrug Autônomo da Permiácia.
Bandeira do Óblast de Perm.

## Simbolismo
A cruz branca de São Jorge, faz referência à Rússia, já que este é o santo padroeiro do país. As cores da bandeira seguem o padrão da maioria dos países do leste europeu e da Bandeira da Rússia bem como de muitas de suas subdivisões, ou seja, usam as cores Pan-Eslavas que são o vermelho, o branco e o azul. A interpretação das cores Cores da bandeira de Perm representam também o caráter étnico-cultural diversificado dos povos que vivem no território.
Individualmente as cores representam:
- O Branco representa de pureza e bondade. Representa a bandeira da paz, a pureza de vida e os pensamentos dos moradores da região;
- O Azul, a beleza, suavidade e cordialidade das relações humanas e simboliza o rio Kama além de muitos outros rios e lagos na área;
- O vermelho, a bravura, coragem e destemor dos seus habitantes.